# RTV Drenthe
RTV är en nederländsk kommersiell TV-kanal som började sända 1989.
RTV har sitt huvudkontor i Assen. RTV skapades utifrån Asser Boys och TV-stationen De Tamboer och ägs i dag av Talpa Media.